# Saison 1 d'Un village français
Chronologie
Un village français Saison 2 d'Un village français
Cet article présente le guide des épisodes de la première saison de la série télévisée Un village français.

## Épisode 1:Le débarquement
- Numéros : 1 (1-01)

- Diffusion(s) :
  -  France : 4 juin 2009 sur France 3
- Audience(s) : 5,5 M
  - Résumé : 12 juin 1940. C'est le début de l'occupation, dans un village français du Jura : Villeneuve. Raymond Schwartz, propriétaire d'une scierie, se rend chez la femme d'un de ses métayers, Marie Germain, pour y acheter des volailles ; le charme de la fermière ne le laisse pas indifférent et ils entament une liaison. Quand il revient à la scierie, c'est pour y découvrir le docteur Daniel Larcher accouchant une réfugiée espagnole hébergée par d'autres réfugiés employés à la scierie. Arrive Jean Marchetti, jeune inspecteur zélé des Renseignements Généraux, en quête d'informations sur des tracts communistes imprimés à la scierie ; il est accompagné du commissaire de Kervern, expérimenté et placide, plus préoccupé par l'approche des troupes ennemies que par la quête de communistes. Schwartz comprend que c'est Marcel, son employé et frère du docteur Larcher, qui imprime les tracts mais le protège malgré leurs divergences politiques. L'enquête des policiers est interrompue par l'arrivée des troupes allemandes ; chacun regagne Villeneuve, assistant à la débâcle et l'affolement de la population. La délivrance de la réfugiée espagnole se passe mal et juste après la naissance le docteur Larcher la charge dans sa voiture pour l'emmener à l'hôpital ; ils tombent sur des militaires français leur annonçant la débâcle. Ils acceptent de convoyer la patiente à l'hôpital mais ne prennent pas en charge le nouveau-né que Daniel remet à son épouse, la jolie Hortense : ils nomment l'enfant "Tequiero", Daniel se rappelant avoir entendu la mère murmurer ce qu'il pense être un prénom espagnol... Lucienne, jeune institutrice ayant emmené ses élèves en promenade, assiste impuissante au mitraillage des enfants par un avion, tuant deux d'entre eux. Gustave, le fils de Marcel, affolé par l'avion, court se cacher et erre sur les routes sans retrouver son chemin. Raymond Schwartz rentre chez lui pour trouver sa maison dévastée par des pillards ; se préparant à quitter son domicile avec sa famille, il est interrompu par l'arrivée des Allemands qui réquisitionnent sa maison.

## Épisode 2:Chaos
- Numéros : 2 (1-02)
- Diffusion(s) :
  -  France : 4 juin 2009 sur France 3
- Audience(s) : 5,5 M
  - Résumé : 24 juin 1940. Après avoir erré sur les routes sans but, comme des millions de Français, Daniel, Hortense et le petit Tequiero reviennent à Villeneuve, ramenant au passage leur neveu Gustave à ses parents. En tant que médecin et adjoint au maire de cette ville en proie au chaos, il est désormais considéré par les Allemands comme seul responsable des réfugiés qui se sont entassés dans l'église ; ces derniers le chargent de récupérer les armes des récalcitrants qui harcèlent l'occupant. Pendant que Daniel tente d'organiser les secours avec l'aide du jeune policier Jean Marchetti, Raymond se rend à l'église pour retrouver Marie, dont il est sans nouvelles ; il la retrouve comme infirmière bénévole mais elle repousse ses avances, anticipant un retour de son mari. Elle finit cependant par céder, prenant conscience de ses sentiments pour Raymond. Les Allemands réquisitionnent l'école. Une épidémie foudroyante sème la mort parmi les réfugiés ; le docteur Larcher demande à l'institutrice Lucienne de l'aider mais celle-ci a beaucoup de mal à assurer sa tâche. Une religieuse récupère pour le remettre à la Croix-Rouge le petit Tequiero, le bébé recueilli par les Larcher, au désespoir de Hortense. Elle profite d'une absence de la religieuse pour reprendre le bébé et découvre avec soulagement que sa mère est morte mais la religieuse s'en aperçoit et rappelle à Daniel et Hortense leur obligation de remettre l'enfant à la Croix-Rouge. Les Allemands investissent l'église et imposent leur diktat, demandant qu'on leur remette un ressortissant autrichien recherché ; Marchetti veut le dénoncer mais Larcher et d'autres s'y opposent. Une fusillade s'ensuit au cours de laquelle la religieuse est tuée ; Daniel autorise Hortense à ramener le bébé à la maison, donnant ainsi sa bénédiction au désir de Hortense de considérer le bébé comme le sien. Marchetti demande à Larcher d'assumer les fonctions de maire de la ville, impressionné par son attitude à gérer la crise.

## Épisode 3:Passer la ligne
- Numéros : 3 (1-03)
- Diffusion(s) :
  -  France : 11 juin 2009 sur France 3
- Audience(s) : 4,65 M
- Résumé : 30 septembre 1940. Un câble a été coupé dans l'école qui a été réquisitionnée pour servir de caserne militaire allemande. Les Allemands pensent à un sabotage et ordonnent à la police française de les aider ; ils réclament également une liste d’otages. Le sous-préfet est tenté d'obéir aux Allemands tandis que le commissaire de Kervern, blâmé pour son absence de réaction pendant la débâcle pour cause d'alcoolisme, pressent ce que cette décision augure quant à la soumission des autorités françaises aux exigences allemandes. Daniel Larcher, nommé maire, s'imagine que remettre le coupable aux autorités françaises calmera les Allemands ; il ignore que les soupçons se portent sur son frère Marcel. Des tours de garde sont organisés. Jean Marchetti s'installe chez les Larcher. Raymond Schwartz hésite à travailler pour la Kommandantur, ce qui le sauverait pourtant de la faillite. Il annonce à Marie que son mari est mort. L'Inspection Académique enquête sur la promenade meurtrière des élèves en juin : Lucienne, toujours traumatisée, est mise à mal et sa responsabilité est engagée. Une allusion au judaïsme de la directrice laisse présager que cet élément pourrait peser dans la balance. L'enquête sur le sabotage révèle que c'est plutôt un vol qui a détérioré le câble de la caserne mais les Allemands n'admettent pas cette conclusion. Les soupçons se portent sur le concierge de l'école et malgré des zones d'ombre, la police et le maire le remettent aux autorités françaises mais les Allemands interviennent malgré les protestations. Lors d'une entrevue secrète, Marcel Larcher est nommé responsable politique du Parti Communiste à Villeneuve, chargé de diffuser les idées du parti et du recrutement. Quand il rentre chez lui, c'est pour trouver sa femme morte.

## Épisode 4:Sur la terre comme au ciel
- Numéros : 4 (1-04)
- Diffusion(s) :
  -  France : 11 juin 2009 sur France 3
- Audience(s) : 4,65 M
- Résumé : 15 octobre 1940. Les Allemands sont à la recherche d'un pilote anglais égaré tombé du ciel trouvé par un soldat français déserteur qui contraint Marie et Raymond à s'occuper de lui. Raymond, devant signer des contrats avec les autorités allemandes, se retrouve au cœur de la chasse à l'homme et essaie autant que possible de désorienter les Allemands. Lucienne reçoit une lettre à la suite de son inspection ; elle s'attend à être révoquée après la mort des enfants de sa classe, le 12 juin. C'est finalement la directrice, Mme Morhange, qui est révoquée, à cause de son statut de juif. Le commissaire de Kervern lui offre l'hospitalité. Le père de Tequiero se présente chez les Larcher, ignorant que c'est eux qui ont récupéré son enfant. Questionnant le médecin, il le soupçonne de mentir et fait part de ses accusations au commissariat : Marchetti, par affection pour les Larcher qui l'hébergent et plus particulièrement pour Hortense, se rend chez les Larcher et leur fait comprendre à demi-mot qu'il les soutient et peut les aider. Daniel, tenaillé entre sa conscience et le désespoir de sa femme, est prêt à renoncer car des témoins peuvent affirmer qu'il a bien pratiqué l'accouchement de la mère de Tequiero. Marchetti propose à Hortense de dénoncer le père pour une fausse raison : elle accepte et promet de ne pas en parler à Daniel. Raymond retrouve Lorrain, l'époux de Marie, qu'il croyait mort sur le front et le fait passer en zone libre. Il assiste bouleversé aux retrouvailles du couple.

## Épisode 5:Marchés noirs
- Numéros : 5 (1-05)
- Diffusion(s) :
  -  France : 18 juin 2009 sur France 3
- Audience(s) : 4,3 M
- Résumé: 7 novembre 1940. Au cinéma, des jeunes profitent de l'obscurité pour huer la poignée de main entre Pétain et Hitler à Montoire le 24 octobre. L'inspecteur Marchetti et le commissaire de Kervern sont chargés de l'enquête par les Allemands pour trouver un coupable. La bonne des Schwartz, Sarah, qui était au cinéma alors qu'elle était censée travailler, surprend Marie dans les bras de Raymond. Elle et le fils du directeur de la chambre de commerce sont suspectés. Interrogée par Marchetti, elle commence par mentir, craignant que Jeannine Schwartz la renvoie puis craque, révélant le nom de son petit ami et avouant la liaison de Raymond avec Marie. Jeannine, ivre, menace Raymond de le quitter et de le ruiner. Perturbé, Lorrain ne parvient pas à se remettre au travail à la ferme et harcèle Marie de questions sur son comportement en son absence. Il devient violent et menace un voisin avec une arme. Poursuivi alors qu'il distribue des tracts, Marcel est sauvé par une postière, Suzanne Richard, qui lui propose une action visant plus de monde. Le Parti Communiste désapprouve l'action mais Marcel passe outre. De Kervern propose un emploi à Judith Morhange.

## Épisode 6:Coup de froid
- Numéros : 6 (1-06)
- Diffusion(s) : 
  -  France : 18 juin 2009 sur France 3
- Audience(s) : 4,3 M
  - Résumé : 11 novembre 1940. Marcel, le frère du maire, monte une opération de distribution de tracts anti-allemands, avec l'aide de la chef du bureau de poste, Suzanne, mais tout ne se déroule pas comme prévu. Raymond et Marie, se retrouvant secrètement à la scierie, surprennent Marcel. Le zèle de Marchetti lui fait gagner les faveurs du sous-préfet ; chargé de l'enquête, il soupçonne Marcel en dépit des protestations de son frère. Les soupçons se portent également sur Suzanne. Marchetti l'interroge mais elle se défend habilement. Marcel, interrogé, avoue mais parvient à semer le doute sur la complicité de Suzanne en déclarant l'avoir prise comme maîtresse uniquement pour des fins politiques. Le père de Jeannine, propriétaire des terres de Marie et Lorrain Germain, informé par sa fille de l'infidélité de Raymond, exige le renvoi du couple Germain. Raymond promet à Jeannine de ne plus voir Marie.